# Michelhausen
Michelhausen is een gemeente in de Oostenrijkse deelstaat Neder-Oostenrijk, gelegen in het district Tulln (TU). De gemeente heeft ongeveer 2500 inwoners.

## Geografie
Michelhausen heeft een oppervlakte van 32,03 km². Het ligt in het noordoosten van het land, ten noordwesten van de hoofdstad Wenen.

## Afbeeldingen

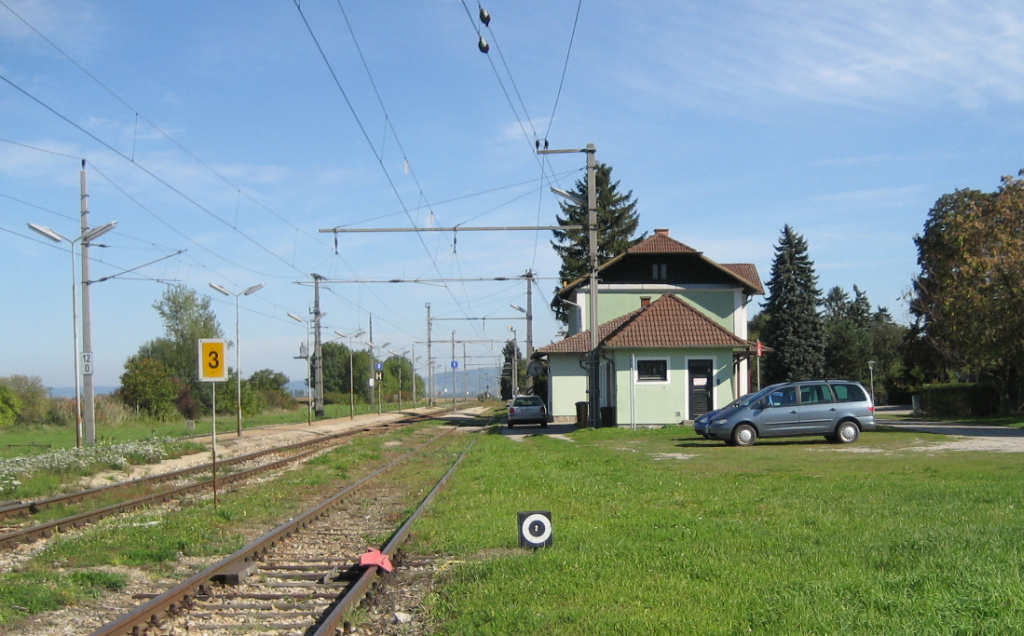
Michelhausen, station (2009)

Absdorf · Atzenbrugg · Fels am Wagram · Grafenwörth · Großriedenthal · Großweikersdorf · Judenau-Baumgarten · Kirchberg am Wagram · Königsbrunn am Wagram · Königstetten · Langenrohr · Michelhausen · Muckendorf-Wipfing · Sieghartskirchen · Sitzenberg-Reidling · Sankt Andrä-Wördern · Tulbing · Tulln an der Donau · Würmla · Zeiselmauer-Wolfpassing · Zwentendorf an der Donau
- Gemeinsame Normdatei: 4468514-2
- MusicBrainz: 3e663378-4eb2-4583-8c58-cb2b0b15bf95
- Virtual International Authority File: 242725861
- WorldCat: E39PBJx4kgft4F44BxWm6GMMfq